# Michael Wögerbauer
Michael Wögerbauer (* 1972, Linec) je rakouský literární historik a germanista působící v České republice.
Po krátkém studiu na univerzitě v Salcburku (1992–1993) absolvoval v letech 1993 až 1997 germanistiku a filosofii na vídeňské univerzitě, kde následně vystudoval též doktorské studium na katedře germanistiky (1998–2006) s disertační prací Die Ausdifferenzierung des Sozialsystems Literatur in Prag 1760–1820.
Pracoval jako lektor na Katedře německého jazyka Západočeské univerzity v Plzni (1997–2000), na Katedře jazyků České zemědělské univerzity (2001–2002) a na Université Paris IV – Sorbonne Nouvelle a École des Chartes (2002–2003). V letech 2006–2008 se podílel na projektu Topografie knižní kultury Prahy v letech 1750–1850. Od roku 2008 je vědeckým pracovníkem Ústavu pro českou literaturu Akademie věd ČR. Dále je členem výboru CEFRES, jednatelem České společnosti pro výzkum 18. století a předsedou redakční rady časopisu Cornova.
Zaměřuje se sociologii literatury, knižní kulturu a literární historiografii.